# Opper-Lausitzs voetbalkampioenschap 1925/26 (Midden-Duitsland)
In 1925/26 werd het negende Opper-Lausitzs voetbalkampioenschap gespeeld, dat georganiseerd werd door de Midden-Duitse voetbalbond. Promovendus VfB Kamenz werd kampioen en plaatste zich voor de Midden-Duitse eindronde. De club verloor meteen van Dresdner SC met 7:0.
Dit seizoen mocht ook de vicekampioen naar een aparte eindronde waarvan de winnaar nog kans maakte op de nationale eindronde. Budissa verloor met 0:11 meteen van Dresdner SpVgg 05. 

## Gauliga
| Plaats | Club                          | Wed. | W | G | V  | Saldo | Ptn.  |
| ------ | ----------------------------- | ---- | - | - | -- | ----- | ----- |
| 1.     | VfB Kamenz                    | 14   | 9 | 3 | 2  | 48:26 | 21:7  |
| 2.     | SV 1904 Budissa Bautzen       | 14   | 7 | 4 | 3  | 34:22 | 18:10 |
| 3.     | SC 1911 Großröhrsdorf         | 14   | 8 | 1 | 5  | 46:34 | 17:11 |
| 4.     | BV 1919 Sportlust Neugersdorf | 14   | 7 | 2 | 5  | 46:34 | 16:12 |
| 5.     | BC Sportlust Zittau           | 14   | 5 | 3 | 6  | 30:33 | 13:15 |
| 6.     | Zittauer BC                   | 14   | 6 | 0 | 8  | 42:44 | 12:16 |
| 7.     | Bischofswerdaer SV 08         | 14   | 4 | 1 | 9  | 36:41 | 9:19  |
| 8.     | SpVgg 1908 Bautzen            | 14   | 2 | 2 | 10 | 22:70 | 6:22  |

|  | Kampioen, geplaatst voor Midden-Duitse eindronde           |
|  | Geplaatst voor Midden-Duitse eindronde voor vicekampioenen |
|  | Degradatie                                                 |